# Творческая мастерская (театр)
Теа́тр дра́мы Респу́блики Каре́лия «Творческая мастерская» — государственный театр в городе Петрозаводске.

## История
История театра началась в феврале 1985 года, когда группа артистов Государственного Русского музыкально-драматического театра Карельской АССР показала в Петрозаводском Доме актёра спектакль по повести Бориса Васильева «Завтра была война».
Официальное открытие Государственного молодёжного театра «Творческая мастерская» состоялось 16 ноября 1988 года премьерой спектакля по роману Чингиза Айтматова «Плаха» (главный режиссёр театра И. П. Петров).
В создании театра принимали активное участие: М. Ульянов, В. Урин, В. Мальцев, К. Баранов, М. Эскин, М. Неронский, Ю. Косарева, Г. П. Стругач, О. Белонучкин, Е. Бычкова, Л. Живых, Г. Ситко, Г. Залогин.
С 2010 года — бюджетное учреждение "Театр драмы Республики Карелия «Творческая мастерская».
За годы существования выпущено более 95 спектаклей различных жанров.
Театр гастролировал в Москве, Санкт-Петербурге, Минске, Киеве, Одессе, Ростове-на-Дону, Даугавпилсе, Финляндии, Германии. Лауреат и участник театральных фестивалей в Москве, Санкт-Петербурге, Бресте (Белоруссия), Нижнем Новгороде, Петрозаводске. Главный призёр Республиканского театрального конкурса «Онежская маска» (1998, 2001, 2004).
За год демонстрирует порядка 200 спектаклей. Ориентирован на создание живого психологического театра, созвучного современному зрителю.
В марте 2011 года состоялась премьера первого спектакля молодёжной студии театра — «ULTIMO café».
Коллектив театра был удостоен премии «Сампо» в 2015 году за создание спектакля «Про мою маму и про меня» и в 2019 году за спектакль «Васса».

## Директора театра
- Г. П. Стругач (1988)[4]
- И. П. Петров (1988—1999)
- Г. Б. Залогин (1999—2006)
- А. Л. Побережный-Береговский (с 2006)

## Сцена
Театр размещается в здании Карельской государственной филармонии.
Количество мест в зрительном зале театра — 101.

## Репертуар

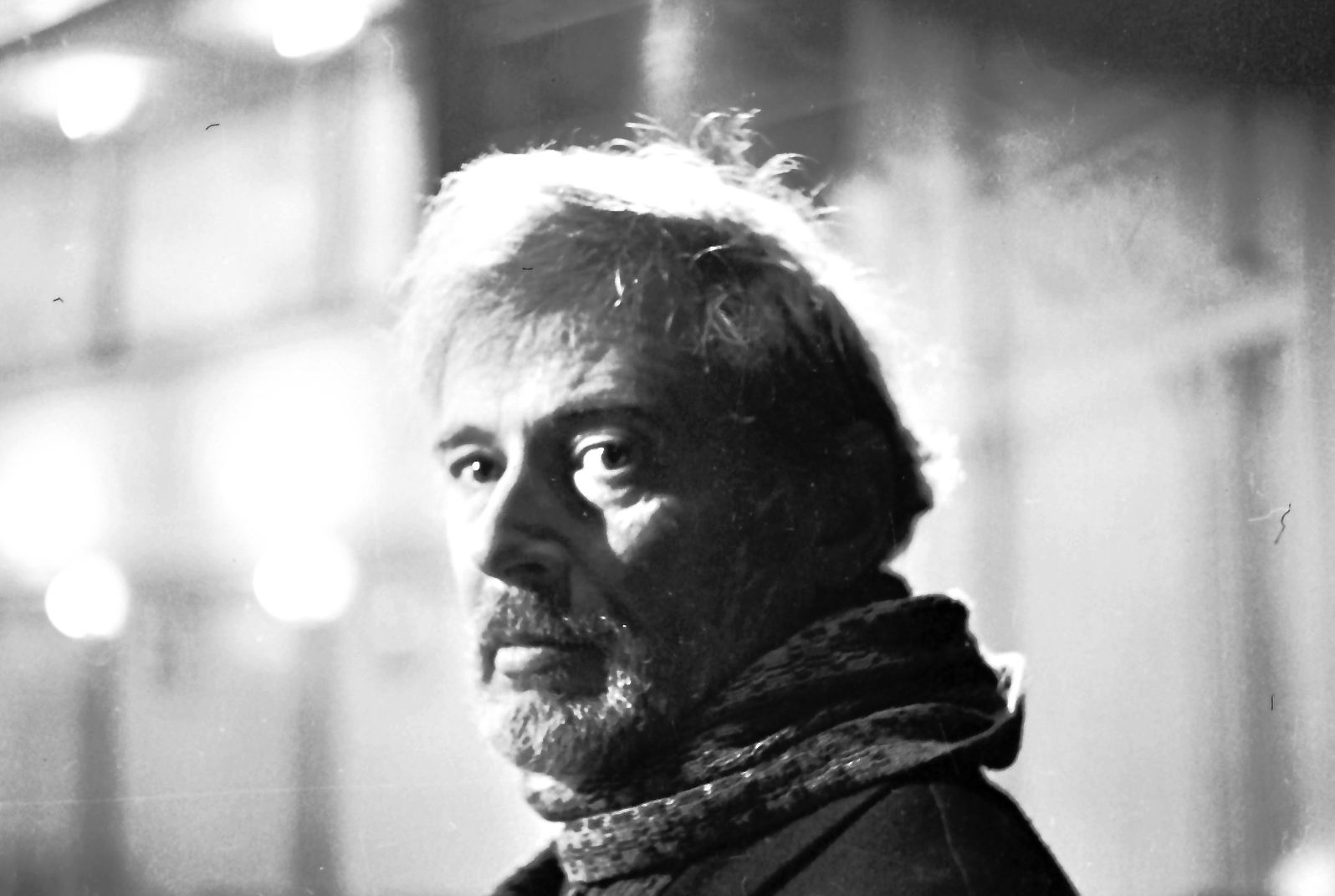
Игорь Михайлович Румянцев в спектакле «А поутру они проснулись» по повести В. М. Шукшина, 1978 год.

- «Сны…», сценическая фантазия по Ф. М. Достоевскому
- «Гранатовый браслет», Н. Климонтович по прозе А. И. Куприна, романс
- «Ultimo cafe», хореографическая фантазия в ритмах аргентинского танго
- «Королева красоты», М. МакДонах, комедийный триллер
- «Падшие ангелы», Н. Коуард, комедия-миракль
- «Марьино поле», О. Богаев, сказка для взрослых
- «Не все коту масленица», А. Н. Островский, сцены из московской жизни
- «Дон Жуан», Ж.-Б. Мольер, комедия
- «Чисто российское убийство», по Артуру Конан Дойлу и Ф. М. Достоевскому
- «Та самая Дульсинея», по мотивам пьесы А. Володина «Дульсинея Тобосская»
- «№ 13», Р. Куни, комедия
- «Очень простая история», М. Ладо, деревенская притча
- «Ангел с нечётным номером», И. Жукова, трагикомедия без антракта

## Труппа
- Елена Бычкова — засл. арт. России, нар. арт. Карелии;
- Владимир Мойковский — засл. арт. России, нар. арт. Карелии;
- Валерий Чебурканов — засл. арт. России, засл. арт. Карелии;
- Валерий Баулин — засл. арт. Карелии
- Людмила Баулина — засл. арт. Карелии
- Людмила Зотова — засл. арт. Карелии[5]
- Александр Лисицын — засл. арт. Карелии[6]
- Галина Москалёва — засл. арт. Карелии[7]
- Тамара Румянцева — засл. арт. Карелии[8]
- Дмитрий Максимов — засл. арт. Карелии
- Виктория Фёдорова — засл. арт. Карелии
- Георгий Николаев — засл. арт. Карелии
- Александр Овчинников — засл. арт. Карелии
- Наталья Мирошник — засл. арт. Карелии
- Ирина Старикович — засл. арт. Карелии
- Ольга Саханова — засл. арт. Карелии
- Юрий Максимов — засл. арт. Карелии
- Галина Дарешкина
- Светлана Кяхярь
- Галина Пелевина
- Анна Вихорева
- Александр Дедков
- Александр Галиев
- Дмитрий Константинов
- Николай Белошицкий
- Валерия Ломакина
- Евгения Верещагина